# Мариинск (Иркутская область)
Мариинск — участок (населённый пункт) в Заларинском районе Иркутской области России. Входит в состав Бабагайского муниципального образования. Находится примерно в 42 км к юго-западу от районного центра.

## Население
| 2002 | 2010 | 2011 | 2012 |
| ---- | ---- | ---- | ---- |
| 295  | ↘225 | →225 | ↘219 |

Гендерный состав
По данным Всероссийской переписи, в 2010 году в населённом пункте проживало 225 человек (116 мужчин и 109 женщин).